# Трошин, Вячеслав Владимирович
Вячеслав Владимирович Трошин (род. 22 мая 1959, Саратов) — советский прыгун в воду, серебряный призёр чемпионата Европы, призёр Универсиад, участник Олимпийских игр 1980 года, мастер спорта международного класса.

## Биография
Вячеслав Трошин родился 22 мая 1959 года в Саратове.
На чемпионате Европы среди юниоров 1973 года в Лидсе Вячеслав Трошин стал бронзовым призёром на 3-метровом трамплине, а в 1975 году в Женеве стал третьим на 10-метровой вышке.
На летних Универсиадах 1977 и 1981 года Трошин становился серебряным медалистом на 10-метровой вышке.
В 1980 году Вячеслав Трошин выступил на Олимпийский играх в Москве, где занял 7-е место на 3-метровом трамплине.
На чемпионате мира 1982 года в Гуаякиле Вячеслав стал 11-м на 10-метровой вышке.
На чемпионате Европы 1983 года в Риме Трошин взял серебро на 10-метровой вышке, а на 3-метровом трамплине занял только 13-е место.
В 1985 году стал серебряным призёром на 10-метровой вышке на Кубке мира по прыжкам в воду в Шанхае. На чемпионате Европы 1985 года занял 6-е место на 10-метровой вышке. На Универсиаде 1985 был пятым на вышке 10 метров.
За свою карьеру Вячеслав стал шестикратным чемпионом СССР и мастером спорта международного класса.
Сейчас Вячеслав Трошин является тренером по прыжкам в воду в СШОР №11 города Саратова.